# شورنجا (أسطورة)

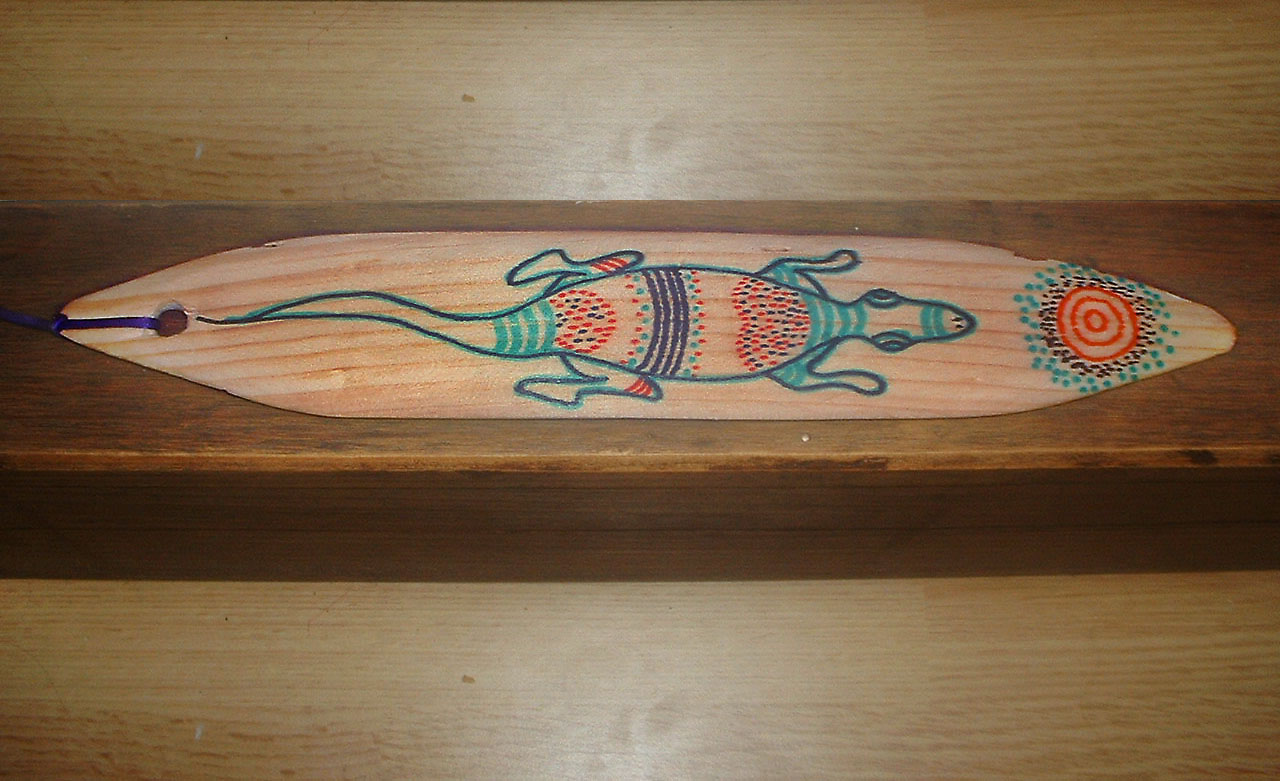
التشورينغا أو البرماديرا، ويبلغ طوله 30 سم وعرضه 5 سم وسمكه 0.7 سم.

شورنجا (بالإنجليزية: Churinga)‏ في الأساطير الاسترالية مجموعة أشياء مقدسة من الخشب أو الحجارة، تسكن فيها أرواح السلف.